# Robin Driscoll
Robin Driscoll (n. 28 iunie 1951, Regatul Unit) este un actor și scenarist britanic cunoscut pentru scenarile din serialul Mr. Bean. Este prieten apropiat cu Rowan Atkinson, apărând cu acesta în mai multe seriale sau filme, cum ar fi Mr. Bean, Keeping Mum și Laughing Matters (1992), un documentar despre mecanica umorului vizual.

## Filmografie
- 1984 - They Came from Somewhere Else (serial TV)
- 1985 - Morons from Outer Space (serial TV), Alas Smith & Jones (serial TV)
- 1986 - Wilderness Road (serial TV)
- 1988 - Chelmsford 123 (serial TV), Stuff (serial TV), Colin´s Sandwich (serial TV)
- 1989 - The Tall Guy, Mornin´ Stage (serial TV), Only Fools and Heroes (serial TV), Mr. Majeika (serial TV)
- 1990 - Mr. Bean
- 1991 - Murder Most Horrid (serial TV)
- 1993 - Bonjour la Classe (serial TV)
- 1994 - Chef! (serial TV), The Lenny Henry Show (serial TV), Waiting for God (serial TV), The Fast Show (serial TV)
- 1995 - The Steal (serial TV), The Smell of Reeves and Mortimer (serial TV)
- 1996 - Titanic (Film) - reporter
- 1998 - Keeping Mum (serial TV)